# Franz Xaver Striebel
Franz Xaver Striebel (* 21. Februar 1821 in Mindelheim; † 21. Februar 1871 in München) war ein deutscher Genre- und Historienmaler.

## Leben

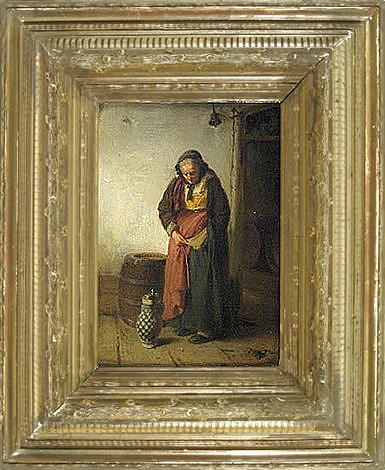
Bäuerin mit Henkelkrug vor einer Tür mit Klingelzug

Striebel war als der Sohn eines Bäckers zum Gewerbe des Vaters bestimmt, begann jedoch das Studium an der Königlichen Polytechnischen Hochschule in Augsburg. Später entschied er sich für den Beruf eines Kunstmalers und studierte seit dem 27. Mai 1840 an der Königlichen Akademie der Künste in München bei Julius Schnorr von Carolsfeld und Heinrich Maria von Hess. Nach dem Studium beschäftigte er sich mit der Landschaftsmalerei. Er unternahm eine Studienreise nach Italien. Zurück in München wandte er sich der Genre- und Historienmalerei zu. Er bevorzugte komische Themen aus dem Volksleben. Er starb am Tage seines 50. Geburtstages.
Werke (Auswahl)
- 1858: Szene aus dem Bauernkriege[2]
- Nach der Polizeistunde
- Vermeintlicher Einbruch
- Der Abschied auf der Alm
- Ein Liebesbrief